# Der Schatz Rackhams des Roten

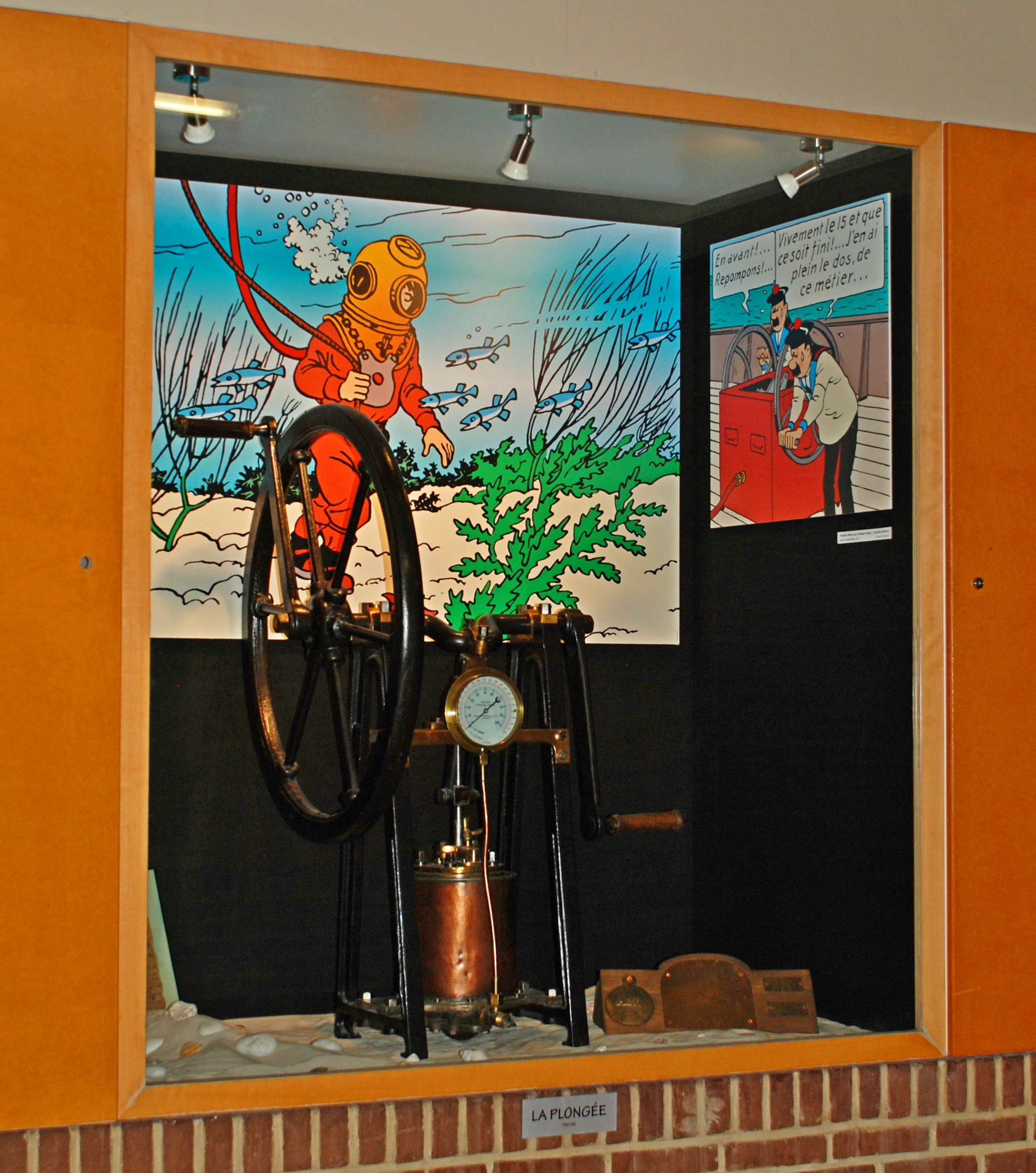
Tim.

Der Schatz Rackhams des Roten (französischer Originaltitel: Le Trésor de Rackham le Rouge) ist ein Comic aus der Reihe Tim und Struppi des belgischen Zeichners Hergé, der erstmals vom 19. Februar 1943 bis zum 23. September 1943 in der Zeitung Le Soir veröffentlicht wurde.

## Handlung
Im vorausgehenden Band Das Geheimnis der „Einhorn“ haben Tim und Kapitän Haddock die Position des Wracks der Einhorn entdeckt, eines von Piraten unter Rackham dem Roten gekaperten Schiffs, das von seinem Kapitän Frantz Ritter von Hadoque, einem Vorfahren Haddocks, 1676 in der Karibik in die Luft gesprengt worden war. Nach der Zerstörung des Schiffes floh Hadoque zu einer nahe gelegenen Insel. Tim und Kapitän Haddock sind der Meinung, dass der Piraten-Schatz sich in den Überresten der versunkenen Einhorn befinde.
Sie mieten ein Schiff, die Sirius, für die Suche nach diesem Schatz. Als die Besatzung die Vorbereitung für die Fahrt trifft, werden ihre Pläne entdeckt und in der Presse veröffentlicht, sodass Tim und Haddock von zahlreichen Fremden belästigt werden, die sich zu Rackhams Nachkommen zählen und einen Teil des Schatzes beanspruchen. Sie werden schnell durch Haddock vertrieben.
Ein weiterer Besucher ist Professor Bienlein, ein exzentrischer und weitgehend schwerhöriger Erfinder, der die Verwendung seines speziellen haiförmigen, elektrisch betriebenen Ein-Mann-U-Boots zur Suche nach dem versunkenen Schiff anbietet, mit dem man sich nicht der Gefahr der zahlreichen Haie im Wasser aussetzt. Die Schatzsucher verzichten auf ihn und seine Idee und bereiten weiter die Reise vor.
Bevor Tim und Struppi den Hafen verlassen, haben ihre Freunde Schulze und Schultze das Schiff erreicht mit dem Auftrag, die Mannschaft vor der möglichen Bedrohung durch Maximus Vogel-Faull zu schützen, einen Rivalen der Schatzsucher, der aus dem Gefängnis entkommen ist. (Letztlich wird Vogel-Faull nie wieder gesehen oder erwähnt, sodass er ein MacGuffin ist, um die Detektive an Bord des Schiffes zu bekommen). Kurz nach der Abfahrt bemerken Tim und Haddock, dass Professor Bienlein sich in einem Rettungsboot als blinder Passagier an Bord befindet. Der Professor hat lose Teile seines U-Boots in Kisten verstaut, in denen sich vormals Haddocks Whisky befunden hatte. Obwohl Haddock zunächst droht, den Professor über Bord zu werfen, beschließt er widerwillig, ihn auf dem Schiff zu behalten.
Die Koordinaten auf dem Pergament geben eine Insel in der Karibik, im Norden der Insel Hispaniola, an. Zunächst wird die Insel bei den Koordinaten (20° 37' 42" Nord, 70° 52' 15" West) nicht gefunden, aber dann stellt Tim die Hypothese auf, dass Frantz von Hadoque den Meridian von Paris anstatt des Meridians von Greenwich benutzte, so dass die Koordinaten 20° 37' 42" Nord, 68° 32' 1" West sind. Tatsächlich erreicht das Schiff eine unbekannte und unbewohnte Insel, wie es Tim und seine Freunde vermuten. Als sie sie erkunden wollen, stößt der Kapitän mit seinen Zehen auf ein Stück Holz, das aus dem Sand ragt, bei dem es sich um die Reste von Hadoques Ruderboot handelt. Als sie in das Innere der Insel gelangen, fallen ihnen zahlreiche Schädel, die Tim für Reste der ehemaligen kannibalischen Bewohner der Insel hält, auf. Es gibt auch eine wunderschöne heidnische Statue des Ritters von Hadoque und zahlreiche Papageien, die die Flüche Haddocks wiederholen. Das amüsiert Tim, da sie das Verhalten über Generationen behielten.
Bienleins U-Boot erweist sich als sehr nützlich bei der Suche nach der versunkenen Einhorn, während die eigentliche Untersuchung des Wracks mit einem Helmtauchgerät erfolgt. Schulze und Schultze bereuen bald ihre Entscheidung, sich an der Schatzsuche zu beteiligen, weil sie die riesigen Pumpen zur Luftversorgung bedienen müssen, wenn Tim und später der Kapitän das Wrack erkunden. Trotz Komplikationen wie Hai-Angriffe entdecken sie ein goldbesetztes Kreuz, eine Truhe mit alten Dokumenten, die Galionsfigur des Schiffes und zu Haddocks Entzücken einen großen Bestand an Rum aus Jamaika.
Als die Crew ein großes hölzernes Kreuz auf der Insel erspäht, ist Tim der Auffassung, dass in Bezugnahme auf ihre Karte „Das Kreuz des Adlers“ den Standort des Schatzes verrät. Unter dem Kreuz beginnt die Mannschaft zu graben, aber nach einer Weile bemerkt Tim, dass es sich um eine falsche Fährte handelt, dass Frantz den Schatz nicht auf einer Insel gelassen hätte, die er nicht mehr ansteuern wollte. Deshalb kehren sie zur Sirius zurück.
Es gibt noch weitere Tauchgänge zum Wrack, doch der Schatz wird nicht gefunden und das Team fährt enttäuscht nach Hause zurück. Dort ergeben die weiteren Prüfungen der Pergamente aus dem Kasten durch Professor Bienlein, dass Haddock der Erbe des Schlosses Mühlenhof ist – es wurde dem Ritter Hadoque vom französischen König für seine Dienste vermacht. Nach dieser Entdeckung besteht Tim darauf, dass der Erbe die Immobilie zurückkauft, die zur Auktion steht, aber der Kapitän lehnt unter Hinweis darauf ab, dass er kurz zuvor seine Mittel für ihre erfolglose Schatzsuche verbraucht habe. Allerdings hat Bienlein viel Geld von der Regierung für den Verkauf des Patentes auf sein U-Boot erhalten und damit hilft er dem Kapitän als Dank für die erfolgreiche Erprobung des U-Boots.
Nach dem Kauf des Schlosses erkunden Tim, Struppi und Kapitän Haddock den Keller des Haupthauses. Unter den Antiquitäten, die die Gebrüder Vogel-Faull (die ehemaligen Besitzer der Anlage) gehortet hatten, befindet sich eine Statue des Evangelisten Johannes und Tim erinnert sich, dass dieser nach der Insel, auf der er im Exil lebte, "Der Adler von Patmos" genannt wird und dass er oft mit diesem Vogel dargestellt wird.
Zur Statue gehört ein Globus und Tim findet die Insel, auf der sie Frantz Hadoques Schatz vermuteten. Er entdeckte zufällig, dass sie ein Knopf ist, um den Globus zu öffnen. Der Schatz wurde im Globus versteckt – und die Statue hält ein Kreuz darüber, wie auf der Karte mitgeteilt.

## Entstehung
Das Werk entstand als direkte Fortsetzung des vorangehenden. Hergé versuchte, seine Realitätstreue weiter zu verbessern, denn obwohl er diverse Bilder von Schiffen des 17. und 18. Jahrhunderts studiert hatte, um seine Einhorn und die Seeschlacht zu zeichnen, verstummten die Kritiker nicht vollständig – die Aurora aus Der geheimnisvolle Stern etwa wurde als nicht seetüchtig kritisiert, die Segelschiffe im vorhergehenden Band standen in einem ungünstigen Winkel zum Wind. 
Um also die Kritiker endgültig zum Schweigen zu bringen, ließ sich Hergé für die Sirius ein Modell des Trawlers John 0.33 anfertigen. Diese Technik erwies sich für ihn als Glücksgriff und er wandte sie daraufhin immer wieder an, so etwa bei der Mondrakete in Reiseziel Mond. Auch sonst hat Hergé seine Kunst, nach realen Vorbildern zu zeichnen, in diesem Band zum Höhepunkt getrieben. Sein Archiv quillt über von Bildern von Unterwasserwelten, Fischen, Taucheranzügen und dem haifischähnlichen Tauchboot, das Bienlein für die Reise konstruierte. 
Trotz des in Europa nach wie vor wütenden Krieges enthalten die beiden Bände kaum Referenzen auf diesen oder auf die Besatzer. Das Werk ist auch nicht an einen bestimmten Ort gebunden. 
Der Erfolg des Doppelbandes Das Geheimnis der Einhorn und Der Schatz Rackhams des Roten führte dazu, dass Hergé zusammen mit seinem Verleger Casterman eine internationale Ausgabe plante. Die zwei Bücher erschienen 1952 in Englisch und in Deutsch. Während die zwei Bände lange Zeit die einzigen blieben, die in englischer Sprache erhältlich waren, wurden bis 1963 immerhin zwölf Geschichten auf Deutsch gedruckt.

## Trivia
- Das haiförmige U-Boot aus dem Buch war eine Inspiration für Troy, das U-Boot, das vom Unterwasser-Filmemacher und Ozeanographen Fabien Cousteau, dem Enkel von Jacques Cousteau, entwickelt wurde.
- Dieses Album und Das Geheimnis der „Einhorn“ sind die meistverkauften Abenteuer von Tim und Struppi.
- Der Name Rackhams des Roten leitet sich vom realen Piraten Jack Rackham ab.
- Der Kapitän spricht fast exakt die ersten Verse aus dem Gedicht Le Lac von Alphonse de Lamartine (Seite 32), als seine Hand fast von Haien abgebissen wird.
- In dem Film Kramer gegen Kramer liest Ted Kramer (Dustin Hoffman) seinem Sohn aus diesem Buch vor.